# 小行星9040
小行星9040（9040 Flacourtia）是一颗绕太阳运转的小行星，为主小行星带小行星。该小行星于1991年1月18日发现。

## 轨道参数
小行星9040的轨道半长轴为3.0728132 UA，离心率为0.124。